# Графитовая бомба

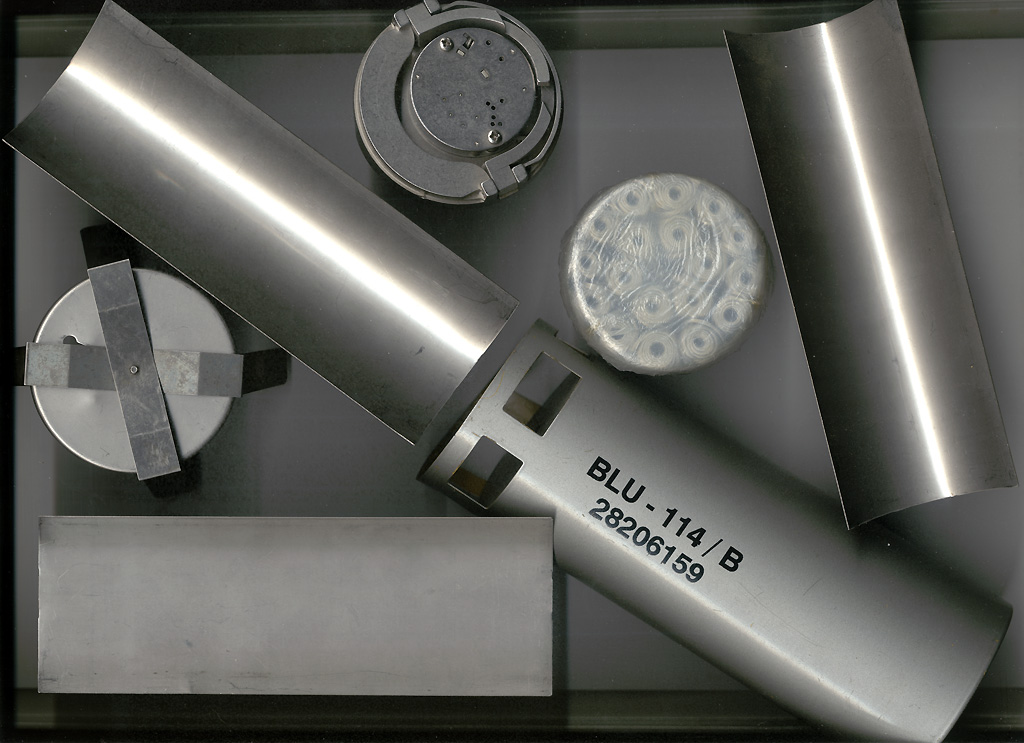
Графитовая бомба BLU-114/B

Графи́товая бо́мба — условное обозначение бомбы, представляющей собой вид нелетального оружия. Разрыв заряда приводит к рассеиванию плотного облака чрезвычайно тонких, химически обработанных графитовых нитей, которые при попадании на ЛЭП или на электрические подстанции приводят к короткому замыканию и выходу из строя подключённых приборов, и приводит к параличу энергосистем в заданном районе.
Оружие иногда называют бомбой отключения электроэнергии или мягкой бомбой, поскольку его прямое воздействие в значительной степени ограничивается целевым электроэнергетическим объектом с минимальным риском сопутствующего ущерба.

## Строение бомбы
Графитовая бомба состоит из металлического контейнера, заполненного катушками графитовой нити, и взрывного устройства. Американская версия обычно маркируется как «BLU-114/B». BLU — военная аббревиатура от «bomb live unit». Как только бомба выбрасывается из самолета или ракеты, взрывчатое вещество устройства активируется. Взрывчатое вещество детонирует, разбивая графитовую нить на очень мелкие кусочки, которые выбрасываются из металлического контейнера в большой газообразный шлейф.

## Применение
Графитовая бомба была впервые использована против Ирака во время войны в Персидском заливе (1990–1991), выведя из строя 85% электроснабжения.
Аналогичным образом графитовая бомба BLU-114/B «Soft-Bomb» была использована при нападении сил НАТО на Югославию в мае 1999 года, выведя из строя 70% энергосистемы этой страны. После первоначального успеха в отключении сербских электроэнергетических систем электроснабжение было восстановлено менее чем за 24 часа. BLU-114/B была снова использована несколько дней спустя для противодействия усилиям Сербии по восстановлению ущерба, нанесенного первоначальной атакой. Однако, поскольку югославская сторона очень быстро восстановила электрические установки (в течение 1-2 дней), НАТО в конечном итоге перешло к постоянному уничтожению электростанций и воздушных линий электропередач с помощью обычного оружия.
Южная Корея объявила о планах по созданию графитовых бомб для использования против Северной Кореи с целью парализовать ее электросеть в случае начала новой войны на Корейском полуострове, при условии финансирования со стороны министерства финансов страны. Оружие было разработано Агентством по оборонному развитию Южной Кореи как один из элементов программы упреждающего удара Kill chain. Подрядчики были выбраны в 2020 году, а оружие должно быть поставлено к 2024 году.
Среди средств доставки графитовых бомб могут быть крылатые ракеты.

## Противодействие
Одним из средств борьбы с графитовой бомбой является временное отключение линий электропередачи, электрических и тяговых подстанций на время действия снаряда, то есть пока не осядет на землю вся графитовая пыль, распылённая в воздухе.